# Верушовський повіт
Верушовський повіт (пол. powiat wieruszowski) — один з 21 земських повітів Лодзького воєводства Польщі.
Утворений 1 січня 1999 року в результаті адміністративної реформи.

## Загальні дані
Повіт знаходиться у західній частині воєводства.
Адміністративний центр — місто Верушув.
Станом на 1.01.2008 населення становить 42 149 осіб, площа 577,21 км².

## Демографія
Демографічні дані повіту станом на 31.12.2007:
|       | Всього | Всього | Жінки  | Жінки | Чоловіки | Чоловіки |
| ----- | ------ | ------ | ------ | ----- | -------- | -------- |
|       | осіб   | %      | осіб   | %     | осіб     | %        |
| Повіт | 42 149 | 100    | 21 321 | 50,6  | 20 828   | 49,4     |
| Міста | 8 608  | 100    | 4 476  | 52,0  | 4 132    | 48,0     |
| Села  | 33 541 | 100    | 16 845 | 50,2  | 16 696   | 49,8     |